# Sân vận động Thành phố Thể thao Zayed
Sân vận động Thành phố Thể thao Zayed (tiếng Ả Rập: ستاد مدينة زايد الرياضية), là một sân vận động đa năng mang tính biểu tượng nằm ở Thành phố Thể thao Zayed, Abu Dhabi, Các Tiểu vương quốc Ả Rập Thống nhất.
Đây là sân vận động lớn nhất tại UAE với sức chứa 45.000 chỗ ngồi. Sân đã phát triển một lịch sử lớn và di sản và đã củng cố vị trí của nó trong lịch sử của đất nước bằng cách được đặc trưng trên tiền giấy 200 AED.
Sân vận động được khai trương vào năm 1979 và gần đây đã được cải tạo, với nhiều cơ sở vật chất và tiện nghi được nâng cấp để đảm bảo rằng nó tuân thủ các tiêu chuẩn quốc tế và có thể được sử dụng cho một loạt các sự kiện.
Sân vận động đã tổ chức Cúp bóng đá châu Á 1996 bao gồm trận chung kết, nơi Các Tiểu vương quốc Ả Rập Thống nhất thua trước Ả Rập Xê Út trong loạt sút đá luân lưu. Sân vận động này cũng đã tổ chức Giải vô địch bóng đá trẻ thế giới 2003 và Cúp bóng đá vịnh Ả Rập 2007. Vòng bán kết và trận chung kết của Giải vô địch bóng đá thế giới các câu lạc bộ 2009 và 2010 cũng được tổ chức tại sân vận động. Sân vận động cũng đã tổ chức một số trận đấu của Giải vô địch bóng đá thế giới các câu lạc bộ 2017 và 2018 và Cúp bóng đá châu Á 2019 cùng với năm sân vận động khác.

## Lịch sử

### Phát triển

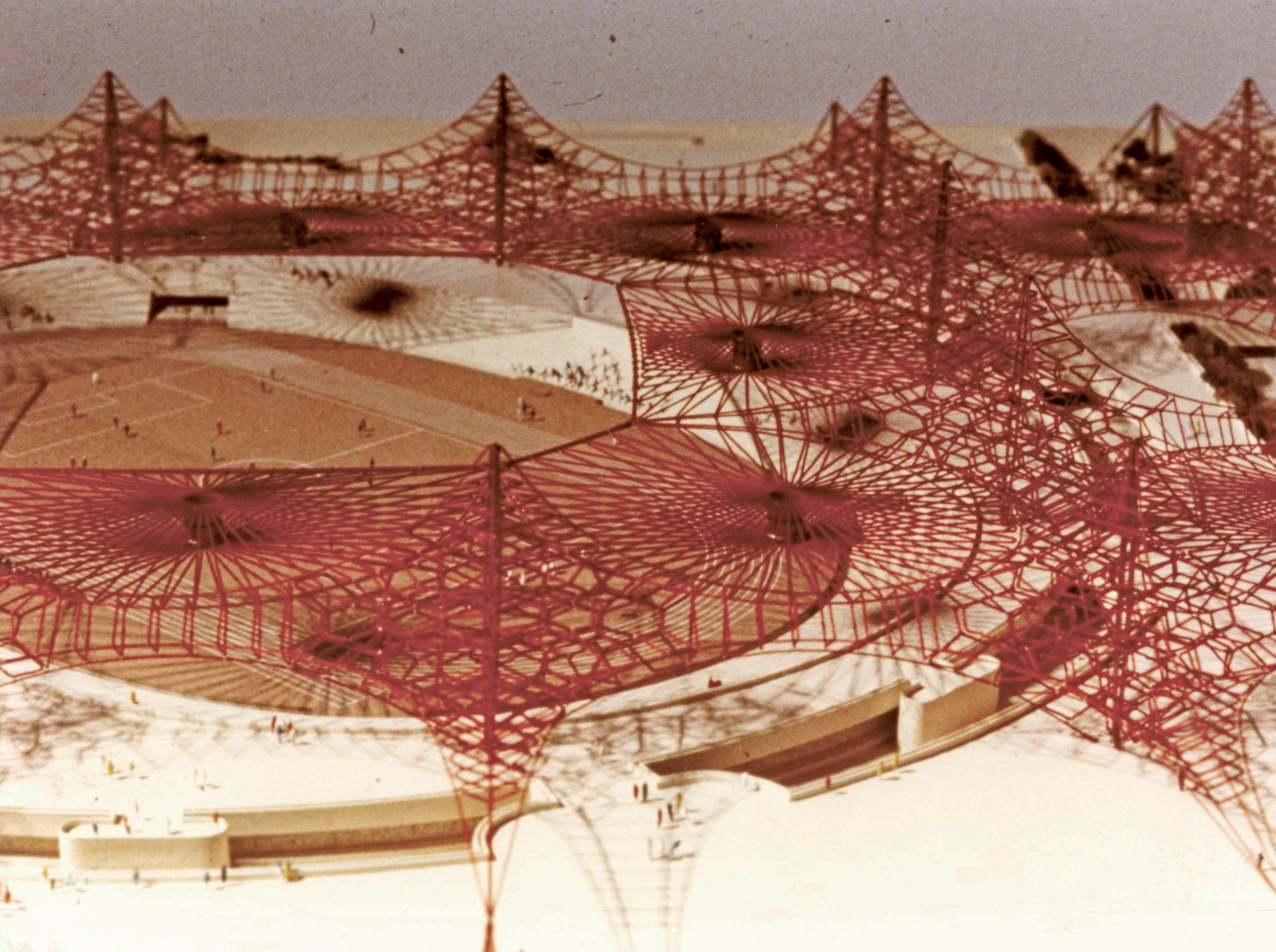
Mô hình của một sân vận động ở Abu Dhabi được thiết kế bởi Jörn-Peter Schmidt-Thomsen và Conrad Roland vào những năm 1960, điều chưa từng được thực hiện.

Được chỉ đạo của Tổng thống Hoàng thân, ông Sheikh Zayed bin Sultan Al Nahyan trong vai trò điều hành thể thao cho thanh thiếu niên và chuẩn bị cho họ thực hiện việc nâng cao sức mạnh đội bóng trong tương lai, các đề xuất đã được đưa ra cho Sở Kế hoạch Đầu tư vào năm 1974 để xây dựng một môn khu phức hợp thể thao toàn diện tiêu chuẩn quốc tế cao tại Abu Dhabi.
Sân vận động Thành phố Thể thao Zayed là mấu chốt của giai đoạn dự án đầu tiên và nó có sức chứa 60.000 chỗ ngồi. Giai đoạn này cũng bao gồm hàng rào, dịch vụ tiện ích và mạng lưới đường nội bộ. Nó được hoàn thành vào năm 1979 và sân vận động được khánh thành vào tháng 1 năm 1980. Tổng chi phí cho giai đoạn này là 550 triệu AED. Sân vận động bao gồm sân cỏ kích thước lớn bao quanh là đường chạy để tổ chức các cuộc thi thể thao. Một bảng điện tử và hệ thống âm thanh đã được lắp đặt cũng như một hệ thống tưới nước điện tử hiện đại. Tòa nhà được thiết kế để tổ chức các sự kiện thể thao quốc tế và cung cấp cho nhân viên truyền thông đủ phương tiện để truyền dẫn và phát sóng các giải đấu thông qua các vệ tinh.
Thiết kế bên ngoài của sân vận động có các vòm mang tính biểu tượng được thể hiện trong logo của địa điểm cũng như trên tờ tiền 200 AED.

### Nâng cấp

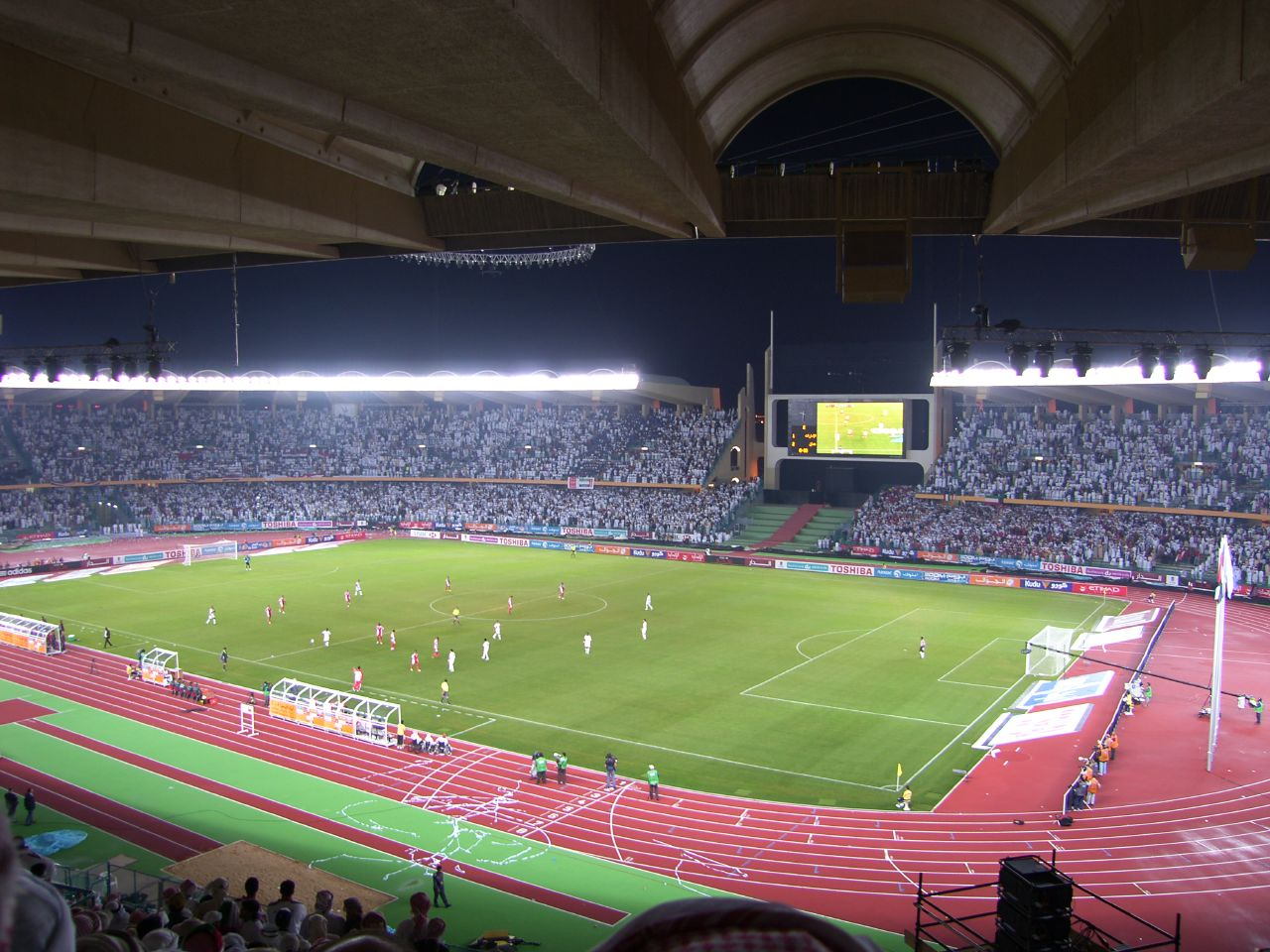
Sân vận động trong Cúp vùng Vịnh 2007

Trong suốt nhiều năm, sân vận động đã trải qua những lần nâng cấp lớn để đảm bảo rằng nó có thể đáp ứng các sự kiện quốc tế chất lượng cao mà nó được thiết kế vì mục đích đó. Các khu vực, bao gồm nội và ngoại thất Royal Box, ghế VIP và ghế thường được thay đổi trong suốt nhiều năm qua. Hai bảng điểm ở một trong hai khu vực đã được lắp thêm vào năm 2003. Những cải tạo như thế này đã giảm sức chứa xuống còn 43.791 ghế. Công ty xây dựng có trụ sở ở London Isg đã thực hiện dự án cải tạo trước Giải vô địch bóng đá thế giới các câu lạc bộ 2009.
Để chuẩn bị cho Giải vô địch bóng đá thế giới các câu lạc bộ 2009, Popantic dẫn đầu cải tạo bao gồm phòng thay đồ cho đội tuyển hoàn toàn mới, cập nhật tìm đường, tân trang lại các cơ sở công cộng, nâng cấp cho Royal Box và lắp đặt hệ thống chiếu sáng mới.

### Tính năng hiện tại
Trong sân vận động là một sân bóng đá kích thước chuẩn và một đường chạy bằng bê tông bao quanh nó. Sân có 42.355 ghế. Ngoài ra còn có khu Royal Box với các khu vực xem trong nhà và ngoài trời.
Mặt sau của sân bao gồm không gian cho phương tiện truyền thông, cầu thủ, trọng tài và lưu trữ. Ngoài ra còn có một số văn phòng đặt tại sân vận động.
Ba bảng đèn LED cũng như hệ thống âm thanh được lắp đặt cho cổ động viên. Địa điểm này được chiếu sáng theo tiêu chuẩn cần thiết cho các chương trình phát sóng HDTV.
Bao quanh sân vận động là một quảng trường phía trước, sau đó là một loạt các đài phun nước. Ngoài ra, còn có đường vành đai, bãi đỗ xe, sân tập và phần còn lại của các khu liên hợp của Thành phố Thể thao Zayed.

## Cúp bóng đá châu Á 2019
Sân vận động Thành phố Thể thao Zayed sẽ tổ chức 8 trận của Cúp bóng đá châu Á 2019, bao gồm trận khai mạc, và một trận đấu vòng 16 đội, và trận tứ kết, cũng như trận chung kết.

| Ngày                | Thời gian | Đội #1      | Kết quả    | Đội #2     | Vòng        | Khán giả |
| ------------------- | --------- | ----------- | ---------- | ---------- | ----------- | -------- |
| 5 tháng 1 năm 2019  | 20:00     | UAE         | 1–1        | Bahrain    | Bảng A      | 33.878   |
| 8 tháng 1 năm 2019  | 17:30     | Iraq        | 3–2        | Việt Nam   | Bảng D      | 4.779    |
| 10 tháng 1 năm 2019 | 20:00     | Ấn Độ       | 0–2        | UAE        | Bảng A      | 43.206   |
| 13 tháng 1 năm 2019 | 17:30     | Oman        | 0–1        | Nhật Bản   | Bảng F      | 12.110   |
| 17 tháng 1 năm 2019 | 20:00     | Ả Rập Xê Út | 0–2        | Qatar      | Bảng E      | 16.067   |
| 21 tháng 1 năm 2019 | 21:00     | UAE         | 3–2 (h.p.) | Kyrgyzstan | Vòng 16 đội | 17.784   |
| 25 tháng 1 năm 2019 | 17:00     | Hàn Quốc    | 0–1        | Qatar      | Tứ kết      | 13.791   |
| 1 tháng 2 năm 2019  | 18:00     | Nhật Bản    | 1–3        | Qatar      | Chung kết   | 36.776   |

## Các sự kiện
Sân vận động Thành phố Thể thao Zayed đã tổ chức hàng trăm sự kiện lớn và nhỏ, trong lịch sử của nó. Một số trong số này đã để lại một dấu ấn về lịch sử không chỉ của sân vận động, mà còn trên Abu Dhabi, UAE và GCC.
- 1980 – Giải đấu bóng đá giao hữu[cần dẫn nguồn]
- 1981 – Cúp bóng đá trẻ châu Á[cần dẫn nguồn]
- 1982 – Cúp bóng đá các quốc gia Vùng Vịnh lần thứ 6
- 1983 – Trận đấu bóng đá giữa đội tuyển quân sự Ả Rập Xê Út v Kuwait[cần dẫn nguồn]
- 1984 – Các trận đấu vòng loại bóng đá Thế vận hội[cần dẫn nguồn]
- 1984 – Giao lưu điền kinh quốc tế (bao gồm đội tuyển quốc gia Ý)[cần dẫn nguồn]
- 1985 – Giải vô địch bóng đá trẻ châu Á
- 1986 – Giải vô địch bóng đá thanh niên châu Á lần thứ 2[cần dẫn nguồn]
- 1988 – Các trận đấu vòng loại Cúp bóng đá châu Á[cần dẫn nguồn]
- 1989 – American Rodeo Festival (nhân dịp ngày Quốc khánh UAE lần thứ 18)[cần dẫn nguồn]
- 1991 – Giải đấu bóng đá Cục cảnh sát Abu Dhabi[cần dẫn nguồn]
- 1994 – Cúp bóng đá các quốc gia Vùng Vịnh lần thứ 12
- 1996 – Cúp bóng đá châu Á
- 1998 – Lễ bế mạc Arab Knight Festival[cần dẫn nguồn]
- 1999 – Lễ khai mạc Giải vô địch Bowling thế giới lần thứ 14[cần dẫn nguồn]
- 2003 – Giải vô địch bóng đá trẻ thế giới
- 2007 – Cúp bóng đá các quốc gia Vùng Vịnh lần thứ 18
- 2008 – Buổi hòa nhạc của George Michael và Alicia Keys[cần dẫn nguồn]
- 2009 – Giải vô địch bóng đá thế giới các câu lạc bộ
- 2010 – Giải vô địch bóng đá thế giới các câu lạc bộ
- 2011 – Lễ chính thức ngày Quốc khánh UAE lần thứ 40[6]
- 2013 – Monster Jam[7]
- 2014 – Nitro Circus Live[8]
- 2017 – Giải vô địch bóng đá thế giới các câu lạc bộ
- 2018 – Giải vô địch bóng đá thế giới các câu lạc bộ
- 2019 – Cúp bóng đá châu Á
- 2019 – Đại hội thể thao người đặc biệt mùa hè thế giới 2019
- 2019 – Lễ kỷ niệm ngày Quốc khánh UAE